# Hypenopsis franclemonti
Hypenopsis franclemonti är en fjärilsart som beskrevs av Ferguson 1954. Hypenopsis franclemonti ingår i släktet Hypenopsis och familjen nattflyn. Inga underarter finns listade i Catalogue of Life.